# Verlässliches Gesundheitswissen

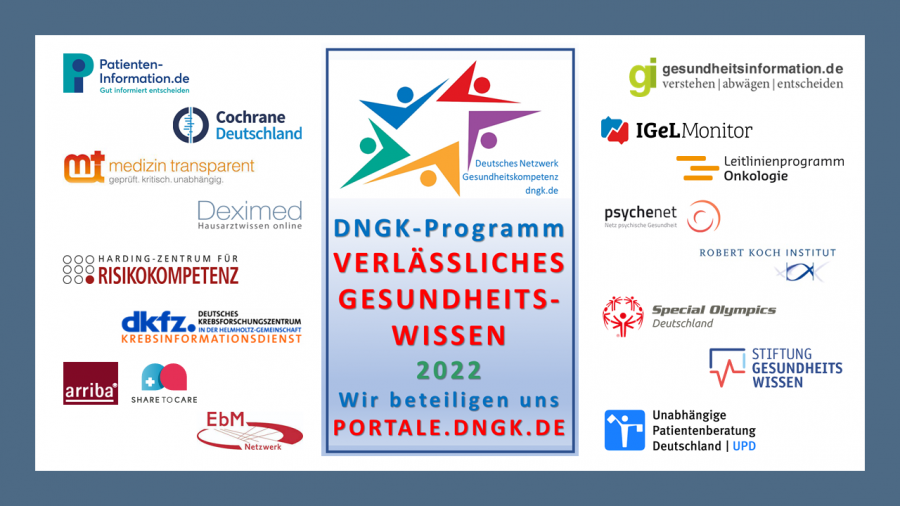
Teilnehmer am Programm Verlässliches Gesundheitswissen des DNGK (Stand März 2022)

Verlässliches Gesundheitswissen (VGW) ist der Name eines in Deutschland und Österreich anerkannten Programms zur Qualitätsbewertung und Qualitätsdarlegung von Gesundheitsportalen. Entwicklung und Herausgeberschaft liegen beim Deutschen Netzwerk Gesundheitskompetenz (DNGK).

## Hintergrund und Ziele
Gesundheitsinformationen informieren über Gesundheit und Krankheit, Gesundheitsverhalten sowie Vorsorge und Behandlung von Gesundheitsstörungen. Verschiedenste Quellen sind dazu im Internet zu finden – von wissenschaftlichen Fachgesellschaften, Ärzteverbänden, Krankenkassen, kommerziellen Unternehmen (Medien- und Ernährungskonzernen, Pharmafirmen etc.) über unabhängige Institutionen bis hin zu sozialen Medien oder Foren. So vielfältig die Anbieter, so unterschiedlich ist auch die Qualität von Gesundheitsinformationen. Es gibt nicht nur gute" Gesundheitsinformationen, die verlässlich sind, also den aktuellen Stand des medizinischen Wissens wiedergeben, neutral formuliert und frei von (versteckter) Beeinflussung sind. Schlechte Gesundheitsinformationen sind dadurch charakterisiert, dass sie eher werbende Inhalte verbreiten, wichtige Informationen verschweigen, unberechtigte Hoffnungen wecken oder angstschürende Inhalte vermitteln.
Dementsprechend ist es oft nicht einfach, in der Fülle der Angebote die vertrauenswürdigen Gesundheitsinformation zu finden. Aber es gibt Kriterien, um gute Gesundheitsinformationen von schlechten zu unterscheiden. Mit dem Programm "Verlässliches Gesundheitswissen" hat das DNGK 2021 eine Initiative zur Förderung und Verbreitung von verlässlichen deutschsprachigen Gesundheitsportalen gestartet.

## Inhalte

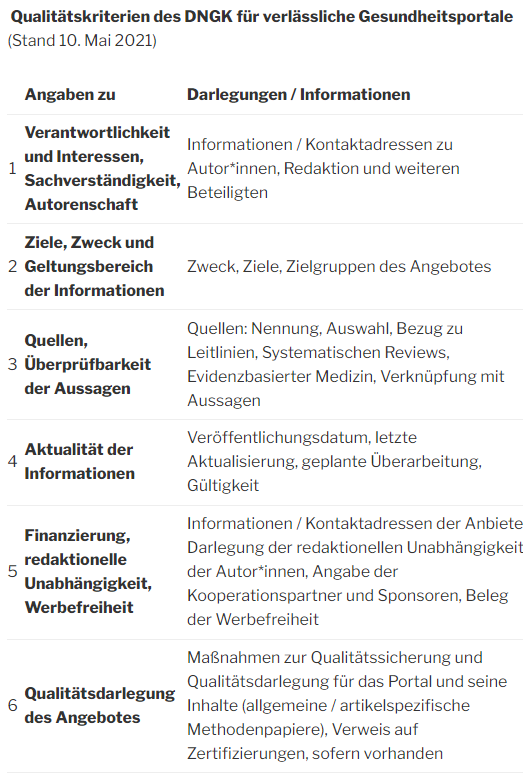
Qualitätsanforderungen des VGW-Programms

Grundlage ist ein Kriterienkatalog mit Anforderungen an vertrauenswürdige Informationsangebote zu Gesundheit und Krankheit im Internet.
Die Kriterien wurden aus Empfehlungen verschiedener deutschsprachiger Arbeitsgruppen, die sich seit mehr als 20 Jahren mit dieser Thematik beschäftigen, abgeleitet, insbesondere aus dem DISCERN-Instrument und der Guten Praxis Gesundheitsinformation.
Sie decken folgende Bereiche ab:
- Verantwortlichkeit und Interessen, Sachverständigkeit, Autorenschaft
- Ziele, Zweck und Geltungsbereich der Informationen
- Quellen, Überprüfbarkeit der Aussagen
- Aktualität der Informationen
- Finanzierung, redaktionelle Unabhängigkeit, Werbefreiheit
- Qualitätsdarlegung des Angebotes

Experten des DNGK bewerteten anhand des Kriterienkataloges nicht-kommerzielle Gesundheitsportale in deutschsprachiger Herausgeberschaft. Die Ergebnisse werden den Herausgebern mit dem Angebot zur Verfügung gestellt, die externe Bewertung mit Eigenbewertungen der Herausgeber abzugleichen. In einem abschließenden Abstimmungsprozess zwischen Herausgebern und DNGK werden konsentierte Qualitätsdarlegungen erstellt.
Die konsentierten Qualitätsdarlegungen werden mit Informationen über die Anbieter auf der Website portale.dngk.de veröffentlicht. Die Gesundheitsinformationen der bewerteten Anbieter können über die Datenbank E-Bibliothek Gesundheitsinformation des DNGK abgerufen und verglichen werden. Die Qualitätsdarlegungen werden jährlich überprüft. Den teilnehmenden Organisationen wird das Jahreslogo des VGW-Programms zur Nutzung angeboten.

## Teilnehmende Webportale
Folgende Webportale wurden in den Jahren 2021 bis 2023 bewertet:
- Arriba-hausarzt.de
- Deximed.de (Gesinform GmbH)
- Diabinfo.de (Helmholtz Zentrum München, Deutsches Diabetes-Zentrum, Deutsches Zentrum für Diabetesforschung)
- Faktenboxen des Harding-Zentrums für Risikokompetenz
- gesund.bund.de (Bundesministerium für Gesundheit)
- Gesundheitsinformation.de (IQWiG)
- Gesundheit-leicht-verstehen.de (Special Olympics Deutschland)
- Igel-monitor.de (Medizinischer Dienst Bund)
- Krebsinformationsdienst.de (Deutschen Krebsforschungszentrums)
- Leitlinienprogramm-Onkologie.de
- Medizin-transparent.at (Cochrane Österreich)
- Patienten-information.de (ÄZQ)
- Psychenet.de
- Share-to-care.de (Share to Care GmbH)
- Stiftung-Gesundheitswissen.de
- Stiftung Unabhängige Patientenberatung Deutschland (UPD)
- Wissenwaswirkt.org (Cochrane Deutschland Stiftung)

Das Deutsche Netzwerk Evidenzbasierte Medizin DNEbM beteiligt sich an der Steuergruppe des VGW-Programms.